# دهستان لولمان (رشت)
دهستان لولمان (رشت) نام دهستانی در بخش کوچصفهان شهرستان رشت، استان گیلان در ایران است. بر اساس سرشماری مرکز آمار ایران در سال ۱۳۸۵، جمعیت آن ۱۴۳۸۸ نفر (۴۲۳۹ خانوار) بوده‌است.